# ОФГ Пазарджик
ОФГ Пазарджик е дивизия, в която играят отбори от област Пазарджик. Състои се от две „А“ ОГ (първа и втора група) и една „Б“ ОГ.

## „А“ ОГ Пазарджик
През сезон 2022/23 „А“ ОГ Пазарджик е разделена на две групи (първа и втора група). Първоначално двете групи почват с по 10 отбора, но след 6-ти кръг Ботев 2020 (Черногорово) прекратява своето участие във втора група.

### Първа група

#### Отбори 2022/23
- Брацигово (Брацигово)
- Левски (Паталеница)
- Локомотив (Септември)
- Марица (Белово)
- Оборище II (Панагюрище)
- Спартак (Калугерово)
- Спартак 2021 (Пещера)
- Тракиец 2005 (Главиница)
- Юнак (Ивайло)
- Хебър II (Пазарджик)

### Втора група

#### Отбори 2022/23
- Балкан (Варвара)
- Ботев 2020 (Черногорово) - отказва се след 6-ти кръг
- Величково (Величково)
- Вихър (Ветрен)
- Звезда (Семчиново)
- Лозен (Лозен)
- Сарая (Сарая)
- Тракия (Мирянци)
- Чепинец (Велинград)
- Чико Бунара (Бяга)

## „Б“ ОГ Пазарджик
Сезон 2022/23 започва с 11 отбора, но Родопи (Дебръщица) се отказва.

### Отбори 2022/23
- Барикади (Стрелча)
- Бенковски 2006 (Црънча)
- Зенит (Ветрен дол)
- Кале 09 (Нова махала)
- Карабунар 2015 (Карабунар)
- Левски (Ракитово)
- Лесичово 2011 (Лесичово)
- Миньор (Елшица)
- Родопи (Дебръщица) - отказва се в началото на сезона
- Спартак (Щърково)
- Шипка (Драгор)